# Nguyễn Đình Ngọc
Giáo sư, Tiến sĩ khoa học Nguyễn Đình Ngọc (1932-2006) là một nhà toán học và nhà tình báo người Việt Nam. Ông được xem là một trong những người được ghi nhận là có công đầu trong kế hoạch đào tạo và phát triển ngành tin học Việt Nam. Ông cũng được phong cũng được phong quân hàm Thiếu tướng Công an nhân dân Việt Nam vì những đóng góp trong lĩnh vực tình báo của mình.

## Tham gia công tác điệp báo và sự nghiệp khoa học
Ông sinh ngày 13 tháng 8 năm 1932 tại Hà Nội, nguyên quán tại xã Phượng Dực, huyện Phú Xuyên, Hà Nội. Ông sinh ra trong một gia đình trí thức ở Hà Nội, có bốn anh em, ông là con cả. Mẹ ông là bà Lê Thị Khoa còn cha ông, bác sĩ Nguyễn Đình Diệp, trước năm 1945 đã bị thực dân Pháp bắt tù đày ở nhà tù Sơn La.
Tháng 12 năm 1946, kháng chiến bùng nổ, bác sĩ Diệp trở thành Quân y xá trưởng tỉnh Phúc Yên. Cuối năm 1947, trong một trận càn, bác sĩ Diệp cùng ông lúc đó mới 15 tuổi bị thực dân Pháp bắt và áp giải đến Đáp Cầu, Bắc Ninh thì tách cha con ra, sau đó cha ông bị bắn chết.
Sau đó, mẹ ông đưa các anh em ông về Hà Nội tiếp tục ăn học. Năm 18 tuổi ông đỗ tú tài và 19 tuổi, đỗ Math. géné, 20 tuổi, thi đỗ luôn cùng một lúc hai certificats: Physique générale và Mécanique rationelle.
Năm 1952, ông được Nguyễn Hữu Khiếu, lúc ấy là Giám đốc Công an Liên khu 4, huấn luyện ở Con Cuông, Nghệ An và đưa ông gia nhập lực lượng điệp báo của lực lượng Công an nhân dân Việt Nam.
Dưới bí danh Ziệp Sơn, tháng 7 năm 1954 ông di cư vào Sài Gòn.  Hè năm 1955, ông thi đỗ Calcul diff., hoàn tất chương trình licence.
Ông được giới thiệu làm gia sư trong nhà Phan Huy Quát (tổng trưởng Bộ Quốc Phòng trong nội các Quốc gia Việt Nam) sau đó yêu và lấy cháu vợ ông này tháng 10 năm 1955.
Được học bổng du học về Khí tượng, ông sang Pháp tháng 11 năm 1955. Sau đó vợ ông cũng sang Pháp đầu năm 1956 và sinh con trai đầu lòng cuối năm 1956.
Ông nhập học tại Đại học Paris, và tốt nghiệp với ba bằng kỹ sư về các ngành khá khác biệt nhau: Thủy văn - Khí tượng, Đóng tàu và Viễn thông. Sau đó, ông tiếp tục nhận được hai bằng tiến sĩ (doctorat de 3ème cycle) về Địa lý và Toán học.
Dưới sự hướng dẫn của giáo sư Charles Ehresmann, luận văn tiến sĩ khoa học (doctorat d'etat) của ông với nhan đề "Sur les espaces fibres et les prolongements" được bảo vệ tại Đại học Paris-Sorbonne vào năm 1963.
Ông làm giáo sư thỉnh giảng ở Đại học Poitiers, rồi ở Đại học Brest và từng làm việc tại Viện Nghiên cứu khoa học cao cấp (IHES). Ở đó, ông có người bạn thân là Alexander Grothendieck (Huy chương Fields năm 1966). Sau này Grothendieck sang thăm và giảng dạy ở miền Bắc Việt Nam vào năm 1967, có ghé qua thăm nhà của mẹ ông ở Hà Nội.
Tháng 2, năm 1966, Nguyễn Đình Ngọc trở về miền Nam Việt Nam để lại vợ con ở Pháp. Tại Pháp, con ông được Grothendieck kèm học Toán và theo lời kể của GS Nguyễn Hữu Việt Hưng thì Grothendieck cũng có quan hệ tình cảm với vợ ông.
Về nước, ông được nhận vào làm giáo sư giảng dạy tại Viện Đại học Sài Gòn. Ông tiếp tục làm công tác điệp báo và nhận sự chỉ chỉ huy trực tiếp của Hai Tân tức Nguyễn Phước Tân. Ông thường xuyên được mời cộng tác làm việc cho hệ thống tính toán của Quân lực Việt Nam Cộng Hòa và cả quân đội Mỹ.
Do mối quan hệ cộng việc và xã hội, ông đã cung cấp được nhiều thông tin tình báo quan trọng một cách kịp thời và chính xác như: báo trước 72 giờ cho Trung ương Cục Miền Nam kịp thời sơ tán tránh được một cuộc hành quân càn quét lớn vào căn cứ ở "vùng lõm" vào đầu năm 1970; báo trước cuộc đảo chính của Lon Nol-Sirik Matak lật đổ Sihanouk và chính phủ mới thân Mỹ sẽ không để yên cho cơ quan đầu não của Mặt trận Dân tộc Giải phóng miền Nam Việt Nam đóng "nhờ" trên đất Campuchia; báo trước 24 giờ cho Bộ chỉ huy tối cao rằng quân đội Mỹ sẽ không quay trở lại giúp chính quyền Sài Gòn sau cuộc tổng tiến công mùa xuân 1975...

## Tham gia xây dựng ngành công nghệ thông tin
Do thành tích trong ngành điệp báo, sau năm 1975, Bộ trưởng Bộ Công an Trần Quốc Hoàn mời ông ra miền Bắc. Do kinh nghiệm công tác trong ngành máy tính, ông được giao công tác tiếp cận các hệ thống máy tính của Mỹ để lại và tiếp nhận các hệ thống máy tính mới của Liên Xô. Từ 1989 đến 1994, ông lần lượt giữ các chức vụ Phó Cục trưởng, rồi Cục trưởng Cục V17 (Cục Khoa học Viễn thông và Tin học, nay là Cục Khoa học, Chiến lược và Lịch sử Công an) Bộ Nội vụ (nay là Bộ Công an).
Năm 1989, Giáo sư Hoàng Xuân Sính mời ông tham gia và giữ chức Phó trưởng ban Ban Vận động thành lập Trường Đại học Dân lập Thăng Long – đại học ngoài công lập đầu tiên ở Việt Nam thời đổi mới. Ông tham gia đào tạo ra nhiều khóa sinh viên tại Đại học Thăng Long. Ông được các học trò đánh giá là "Thầy rất nhiệt tình, nghiêm khắc và không bao giờ nhận quà cáp, biếu xén của học trò. Nếu thấy học trò khó khăn, thầy còn giúp đỡ vật chất" (lời ông Phạm Thiện Nghệ - Giám đốc Công ty Máy tính Khai Trí).
Ông còn là sáng lập viên và là Phó Chủ tịch Hội Vô tuyến Điện tử Việt Nam và Phó Chủ tịch Hội Tin học Việt Nam (VAIP), Hiệu trưởng Trường Đại học Dân lập Tây Đô (Cần Thơ)...
Năm 1994, ông được nhà nước Việt Nam phong hàm Thiếu tướng Công an nhân dân Việt Nam.
Khi Ban Chỉ đạo Chương trình Công nghệ Thông tin Quốc gia được thành lập (2000), ông được cử giữ chức Phó Trưởng ban.
Ông mất ngày 2 tháng 5 năm 2006, tại Bệnh viện 198 (Bộ Công an) vì bệnh ung thư.

## Tác phẩm
Ông có một số công trình Toán học sau
- Nguyễn Đình Ngọc. Sur la suite exacte de cohomologie non abélienne. (French) C. R. Acad. Sci. Paris 250 1960 3438–3440.
- Nguyễn Đình Ngọc. Cohomologie non abélienne et classes caractéristiques.(French) C. R. Acad. Sci. Paris 251 1960 2453–2455.
- Nguyễn Đình Ngọc. Sur la généralisation de la notion de tenseur. (French) C. R. Acad. Sci. Paris 252 1961 4100–4102.
- Nguyễn Đình Ngọc. Sur les espaces fibrés et les prolongements. (French) 1963 Topologie et géométrie différentielle (Séminaire C. Ehresmann), Vol. IV (1962-63), Cahier 4 74 pp. Institut H. Poincaré, Paris.